# Hvězdlice
Hvězdlice là một chợ huyện thuộc huyện Vyškov, vùng Jihomoravský, Cộng hòa Séc.